# زمین در حال مرگ
زمین در حال مرگ (انگلیسی: Dying Earth) یک زیرژانر علمی تخیلی است که در آینده‌ای دور و در پایان زندگی روی زمین یا پایان زمان، وقتی قوانین جهان از هم می‌پاشند، اتفاق می‌افتد. در این ژانر به مضامین جهان‌رنجوری، معصومیت، آرمان‌گرایی، آنتروپی، مرگ گرمای کیهان، فرسودگی یا تهی شدن بسیاری از منابع (مانند مواد مغذی خاک)، و امید به تجدید حیات پرداخته می‌شود. یک زیرژانر مرتبط با آن که در آینده‌ای دور به‌دلیل فروپاشی آنتروپیک اتفاق می‌افتد، رمانتیک آنتروپیک نامیده می‌شود.